# Вторая лига Узбекистана по футболу

Логотип ПФЛ Узбекистана в 2008—2017 годах.

Втора́я ли́га Узбекиста́на по футбо́лу (узб. O'zbekiston Ikkinchi ligasi/Ўзбекистон Иккинчи лигаси) — 4-я по уровню (после Суперлиги, Про-лиги и Первой лиги) футбольная лига в Узбекистане.
До создания в 2020 году Первой лиги была 3-й по уровню (в 2018 и 2019 годах существовала также Про-лига Б).
Проводилась под эгидой ПФЛ Узбекистана, контролируется Федерацией футбола Узбекистана, а также её региональными отделениями.

## Регламент
Турнир обычно проходил в конце ноября или в начале декабря. В нём участвовали победители областных лиг Узбекистана, некоторых наиболее сильных районных и городских лиг страны, а также команды, занявшие последние места в Про-лиге Узбекистана (до 2017 года эта лига называлась «Первой лигой Узбекистана»).
Победители групп финального этапа (обычно от 2-х до 4-х клубов) получали право выступать в Первой/Про-лиге Узбекистана следующего сезона.
В большинстве розыгрышей участвующие команды разделялись на группы; победители групп и клубы, занявшие 2-е места, получали прямые путёвки в лигу рангом выше.
В 2015 году в 1-м раунде лиги команды-участницы разбились на группы; победители этих групп вышли в следующий раунд плей-офф, а победители раунда плей-офф — уже в Первую лигу.

## Все сезоны и победители
| Сезон | Победители |
| ----- | --- |
| 1992  | Ситора (Бухара), 2-е место — Кимёгар (Чирчик)                                                                     |
| 1993  | нет данных |
| 1994  | Чиланзар (Ташкент), Навруз (Наманган), Маданият (Кибрай), 2-е место — Тегирмончи (Шурчи)                          |
| 1995  | Шуртан (Гузар), Тукимачи (Фергана), Букалик (Бука)                                                                |
| 1996  | нет данных |
| 1997  | Цементчи (Кувасай), Тадбиркор (Ургенч)                                                                            |
| 1998  | нет данных |
| 1999  | нет данных |
| 2000  | нет данных |
| 2001  | нет данных |
| 2002  | Академия (Ташкент), ФК Ташкент, 2-е место — ФК Хазарасп                                                           |
| 2003  | Галлакор (Галляарал), ФК Янгиер — 2-е место, Тупаланг (Сариасия), Шайхантахур (Ташкент) — 2-е место, Попфен (Пап) |
| 2004  | ФК Коканд 1912, АОЗСК (Андижан), Насаф-2 (Карши), Нефтчи (Джаркурган)                                             |
| 2005  | ФК Касансай, Курувчи (Ташкент), Миёнкол (Каттакурган), Актепа (Ташкент)                                           |
| 2006  | Локомотив БФК (Ташкент), Олимжон Акбаров (Яйпан) — 2-е место, ФК Ромитан, НОЗК (Нукус) — 2-е место                |
| 2007  | Курувчи-Коканд 1912                                                                                               |
| 2008  | Спартак (Ташкент), Нефтчи (Джаркурган), Интернат (Карши), Курувчи-Бухара (Бухара)                                 |
| 2009  | ФК Хива, Локомотив БФК (Ташкент) — 2-е место, ФК Гулистан, ФК Касансай — 2-е место                                |
| 2010  | Регистан (Самарканд), Еркурган (Касан) — 2-е место, Чиланзар-Пахтакор (Ташкент), ФК Янгиер — 2-е место            |
| 2011  | ФК Заамин, Нефтчи (Хамза), Южанин (Навои), 2-е место — ФК Бухара-2                                                |
| 2012  | Локомотив БФК (Ташкент), Хотира-79 (Уйчи) — 2-е место, Шердор-Престиж (Самарканд), Спартак (Бухара) — 2-е место   |
| 2013  | Обод (Ташкент), Геофизика (Ташкентский вилоят) — 2-е место, ФК Гиждуван, ФШ Машъал (Мубарек) — 2-е место          |
| 2014  | ФК Язъяван Лочинлари, Цементчи (Кувасай) — 2-е место, ФШ Насаф (Карши), НГПИ (Нукус) — 2-е место                  |
| 2015  | Нурафшон-Бухара, ФК Гиждуван, Локомотив БФК (Ташкент), Нарын (Хаккулабад)                                         |
| 2016  | Нефтчи (Джаркурган), Галлакор-Барса (Галляарал), ФК Янгиер, 2-е место — Истиклол (Фергана)                        |
| 2017  | нет данных |